# Marie Muller-Lulofs
Marie Geertruida Muller-Lulofs (Amsterdam, 1 september 1854 - Utrecht, 23 januari 1954) was de oprichtster van de eerste school voor maatschappelijk werk in Nederland.
Muller-Lulofs, dochter van de Amsterdamse graan- en tabakshandelaar Claas Lulofs en Bregtje Posthuma, groeide als jongste kind op in een welgesteld milieu. Zij trouwde met de Utrechtse gemeentearchivaris Samuel Muller Fz. Zij kwam in contact met de sociaalliberale en feministische beweging. Muller-Lulofs hield zich vooral bezig met de sociale kwestie, het arbeidersvraagstuk. Zij richtte in 1890 samen met anderen in Utrecht de Vereeniging tot Verbetering van Armenzorg op. In 1899 nam zij met een aantal medestanders, waaronder de feministe Hélène Mercier en de progressief liberale journalist en politicus Arnold Kerdijk, het initiatief tot de oprichting van de eerste school voor maatschappelijk werk in Nederland. Deze Opleidingsinrichting voor Socialen Arbeid werd gevestigd in Amsterdam. In 1904 richtte zij in Utrecht een kinderhuis voor naschoolse opvang op als opvanginstelling voor kinderen van werkende moeders.
Door haar steun aan de spoorwegstakingen van 1903 werd zij verdacht van socialistische sympathieën, hetgeen haar deed verzuchten dat het haar grootste fout was dat zij voor de fouten van de rijken niet hetzelfde geduld op kan brengen als voor die van de armen.

#### Over Muller-Lulofs
- Bervoets, Liesbeth (1994) Opvoeden tot sociale verantwoordelijkheid: de verzoening van wetenschap, ethiek en sekse in het sociaal werk in Nederland rond de eeuwwisseling uitg. Stichting Beheer IISG, Amsterdam, ISBN 90-6861-086-4

## Galerij

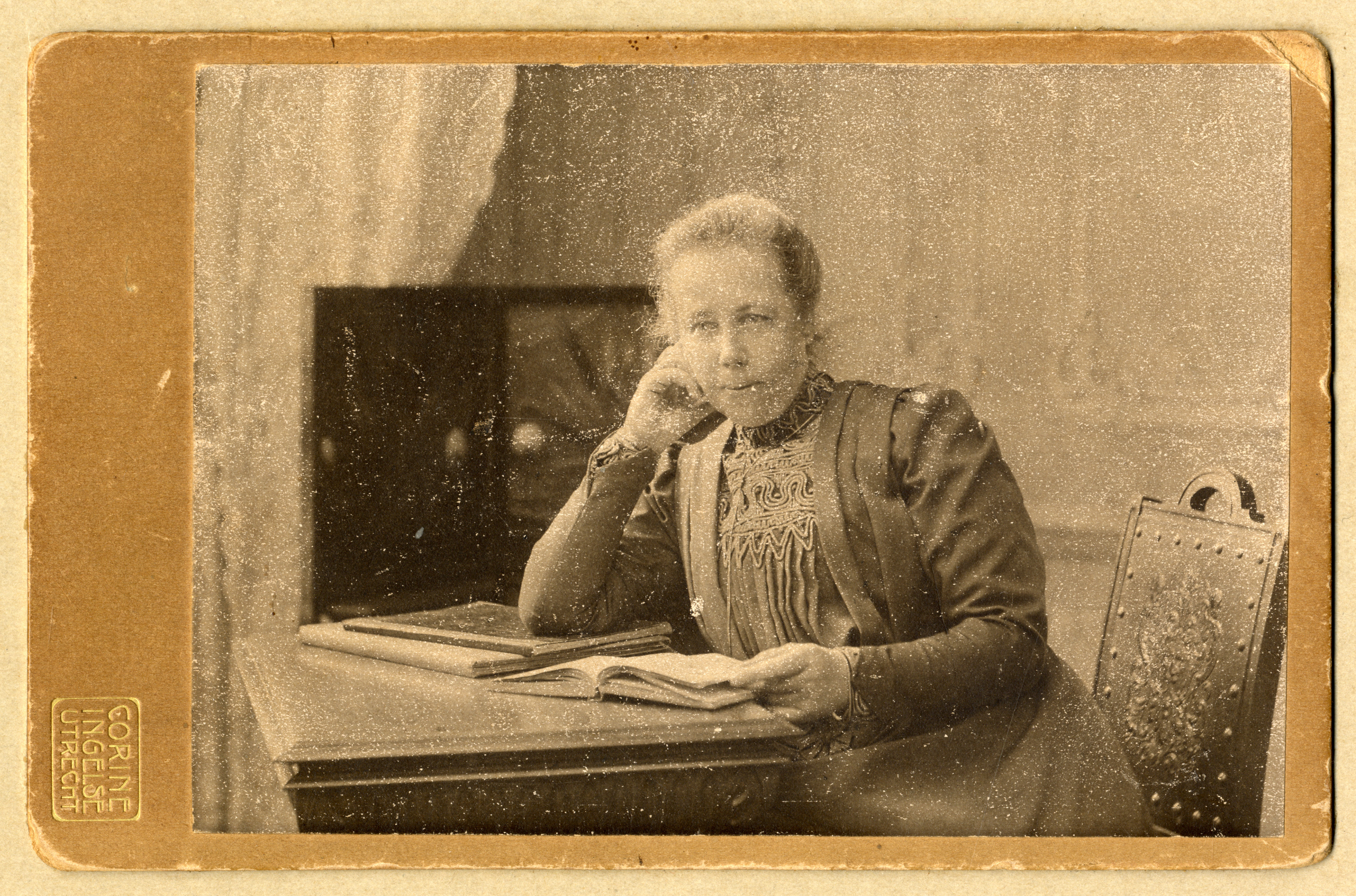
Marie Muller-Lulofs, omstreeks 1895-1905
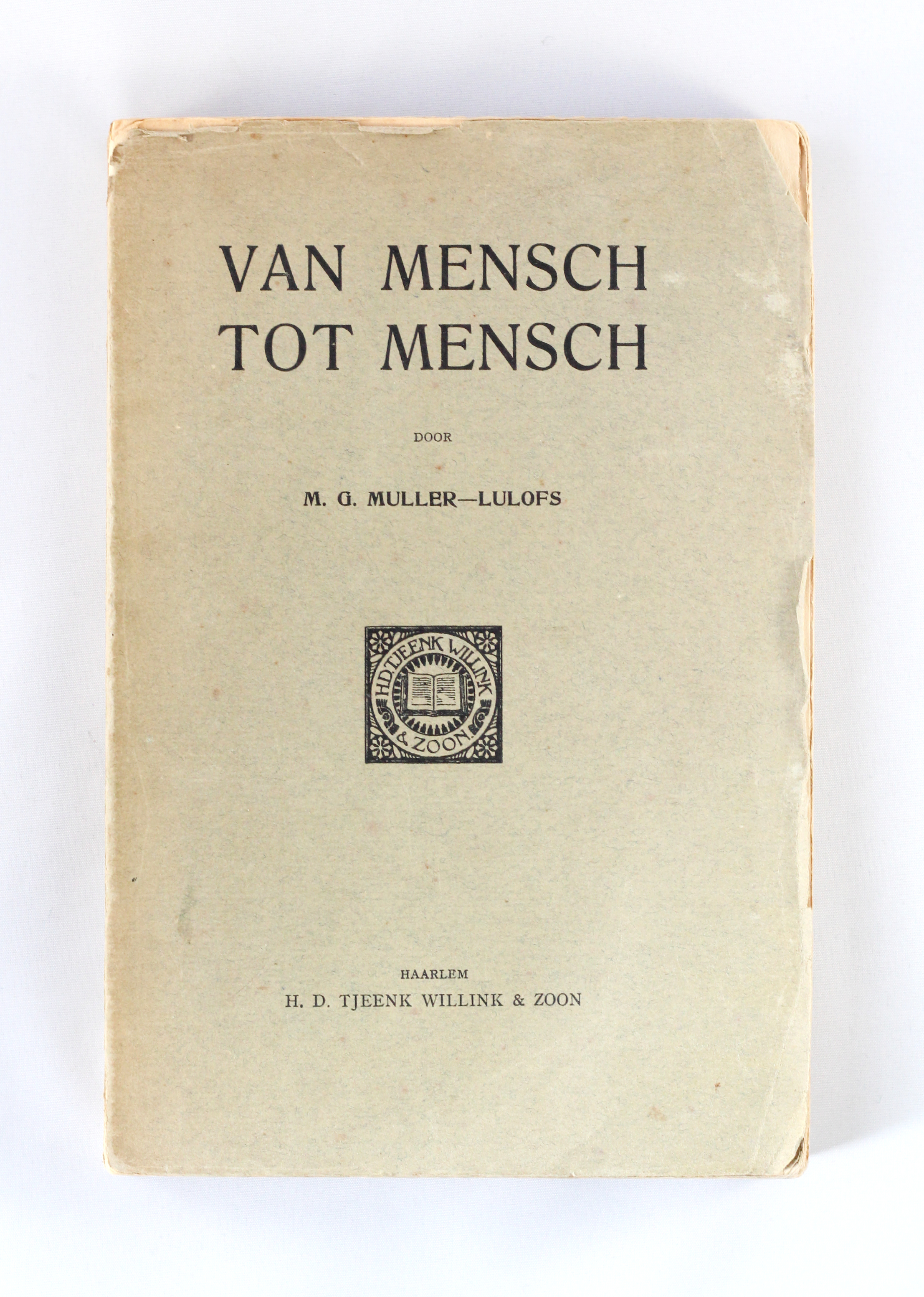
Van Mensch tot Mensch

- Biografisch Portaal: 15736926
- Digitale Bibliotheek voor de Nederlandse Letteren: mull064
- International Standard Name Identifier: 0000 0000 5064 2002
- Library of Congress Control Number: no2008067524
- Nederlandse Thesaurus van Auteursnamen: 069629390
- Virtual International Authority File: 14580010
- WorldCat: E39PBJvRXhP66qmPDTFkhdGmBP